# Unione Sportiva Sassuolo Calcio
Maillots
Actualités
L’Unione Sportiva Sassuolo Calcio est un club italien de football. Il est basé à Sassuolo, dans la province de Modène, en Émilie-Romagne. Il joue à domicile au Mapei Stadium à Reggio d'Émilie.
Il remporte la Serie B en 2012-2013 et se voit ainsi promu en Serie A pour la première fois de son histoire.

## Historique

### Premières années (1920-1968)
Le club de Sassuolo est créé le 17 juillet 1920 sous le nom de Sassuolo Football Club, utilisant les couleurs des armoiries de la ville, le jaune et le rouge.
Le club évolue jusqu'en 1968 dans les divisions régionales de l'émilie-romagne.

### Entre la Serie C et la Serie D (1968-2002)
Sassuolo est promu lors de la saison 1968-1969 en Serie D pour la première fois de son histoire. Le club arbore pour la première fois les couleurs noires et vertes pendant la saison 1970-1971. Sassuolo est cependant déstabilisé par de fréquent changements de direction, d'entraineurs, et plusieurs fusions avec d'autres clubs de la ville, voir de la région, et connait plusieurs descentes et remontés entre division d'Émilie-romagne et Serie D.
En 1984, aidé par l'arrivée comme sponsor de l'entreprise Mapei, Sassuolo atteint la Serie C. Le retrait de Mapei, qui se concentre sur les résultats de son équipe cycliste, font retomber le club en Serie D en 1990.

### Rachat et stabilisation en Serie A (2002-)
Giorgio Squinzi, le propriétaire de Mapei, prend définitivement le contrôle du club en 2002. Sous les ordres d'Allegri, le club monte en Serie B en 2008. Puis, en 2013, c'est sous la direction d'Eusebio Di Fransesco que Sassuolo atteint la Serie A pour la première fois de son histoire.

### Première qualification en coupe d'Europe en 2016
Grâce à une saison 2015-2016 de haut niveau, l'US Sassuolo termine le championnat italien à la sixième place. Le club se voit qualifié en Ligue Europa pour la première fois de son histoire. Débutant la Ligue Europa au troisième tour de qualification face au club suisse du FC Lucerne, il commence son premier match au Swissporarena. Les deux équipes se quittent sur un match nul de 1-1. Au terme du match retour, Sassuolo tient sa première victoire en coupe d'Europe sur le score de 3-0. Il se voit alors qualifié pour les barrages. Il commence les barrages face à l'Étoile rouge de Belgrade, et gagne à domicile 3-0. Au retour, les deux équipes font match nul 1-1. L'US Sassuolo est qualifié pour la phase de groupe où il termine à la dernière place, remportant un seul match contre l'Athletic Bilbao à domicile.

## Bilan sportif

### Palmarès
- Championnat de Serie B
  - Champion : 2013, 2025

- Championnat de Serie C1
  - Champion : 2008

- Trophée TIM
  - Vainqueur : 2013

- Ligue Europa
  - Meilleure performance : phase de groupes en 2016-2017

### Bilan européen
Note : dans les résultats ci-dessous, le score du club est toujours donné en premier.
| Saison    | Compétition  | Tour             | Club                     | Domicile | Extérieur | Total     |
| --------- | ------------ | ---------------- | ------------------------ | -------- | --------- | --------- |
| 2016-2017 | Ligue Europa | Troisième tour Q | FC Lucerne               | 3 - 0    | 1 - 1     | 4 - 1     |
| 2016-2017 | Ligue Europa | Barrages         | Étoile rouge de Belgrade | 3 - 0    | 1 - 1     | 4 - 1     |
| 2016-2017 | Ligue Europa | Groupe F         | Athletic Bilbao          | 3 - 0    | 2 - 3     | Quatrième |
| 2016-2017 | Ligue Europa | Groupe F         | KRC Genk                 | 0 - 2    | 1 - 3     | Quatrième |
| 2016-2017 | Ligue Europa | Groupe F         | Rapid Vienne             | 2 - 2    | 1 - 1     | Quatrième |

Légende
- Victoire ou qualification pour le tour suivant
- Match nul
- Défaite ou élimination de la compétition

## Identité du club

### Couleurs
Les couleurs historiques de l'US Sassuolo sont le noir et le vert, auxquelles il doit son surnom de "neroverdi". Le maillot domicile actuel du club se présente sous forme de bandes verticales, mais dans le passé, on a expérimenté différents styles selon les modes du moment. Pour le maillot extérieur, le choix est presque toujours tombé sur une tenue blanche avec des parements noirs et verts. Enfin, le troisième maillot est la plupart du temps de couleur bleue.

### Logo
Le blason de l’US Sassuolo est un écusson de forme "bouclier" orné dans sa partie inférieure de rayures noires et vertes frappées d'un ballon de football et divisé en deux dans sa partie supérieure. Sur la gauche se trouvent les trois collines des armoiries de la ville, à droite on retrouve les rayures aux couleurs du club. Le « bouclier » de l’Unione Sportiva Sassuolo n'est pas sans rappeler le « Olla de Grills » du FC Barcelone mais le club italien interrogé à ce sujet par le quotidien sportif espagnol Mundo Deportivo affirme qu’il ne s’agit que d’une simple coïncidence.

### Hymne
L'hymne officiel du club est Neroverdi (Noir et vert), une chanson composée en 2013 par Nek, auteur-compositeur natif de Sassuolo, très reconnu en Espagne et en Amérique latine pour son plus grand succès 'Laura no está', et utilisé comme tel depuis le mois de décembre de la même année.

## Personnalités du club

### Effectif professionnel actuel
Le premier tableau liste l'effectif professionnel des Neroverdi de la saison 2025-2026. Le second recense les prêts effectués par le club lors de cette même saison.
En grisé, les sélections de joueurs internationaux chez les jeunes mais n'ayant jamais été appelés aux échelons supérieurs une fois l'âge-limite dépassé ou les joueurs ayant pris leur retraite internationale.

### Joueurs emblématiques
- Francesco Acerbi
- Marco Andreolli
- Domenico Berardi
- Paolo Cannavaro
- Andrea Consigli
- Nicolò Consolini
- Davide Frattesi
- Paolo Ginestra
- Manuel Locatelli
- Francesco Magnanelli
- Gianni Munari
- Lorenzo Pellegrini
- Marco Piccioni
- Matteo Politano
- Alberto Pomini
- Giacomo Raspadori
- Nicola Sansone
- Gianluca Scamacca
- Simone Zaza
- Jérémie Boga
- Hamed Junior Traorè
- Martin Erlić
- Šime Vrsaljko
- Pol Lirola
- Grégoire Defrel
- Kevin-Prince Boateng
- Pedro Mendes
- Vlad Chiricheș
- Jonathan Rossini
- Merih Demiral

### Vainqueurs de l'Euro 2020
Liste des joueurs ayant remporté l'Euro 2020 avec l'équipe d'Italie :
- Domenico Berardi
- Manuel Locatelli
- Giacomo Raspadori

## Infrastructures
Lorsqu’il était en Serie B, le club disputait ces matchs au Stade Alberto-Braglia.
Depuis 2013 et sa monté en Serie A, le club dispute ses rencontres au Mapei Stadium qui est situé à Reggio d'Émilie à environ 27 km de Sassuolo.